# Falgueres
Els polipodiòpsids (Polypodiopsida o Polypodiophyta) són un clade de plantes vasculars que conté totes les falgueres en sentit ampli, més els equisets i les psilotals. Com tots el pteridòfits, no tenen llavors ni flors i la generació principal (l'esporòfit) es reprodueix mitjançant espores.
Es diferencien de les molses i altres briòfits, que també tenen alternança de generacions, per tenir esporòfits que són vasculars, és a dir, amb teixits especialitzats (xilema i floema) que condueixen l'aigua i els nutrients. L'esporòfit ramificat és la fase dominant del cicle vital i és independent del gametòfit haploide.
Es diferencien de les licopodiòpsides (l'altre clade dels pteridòfits) per que tindrien fulles complexes anomenades megàfil·les, que són més complexes que les microfil·les de les licopodiàcies (amb un sòl nervi).
Les falgueres, com tots els altres pteridòfits, es diferencien de les plantes amb llavors per presentar alternança de generacions i reproduir-se (en un moment del seu cicle vital) per espores, mentre que el gametòfit (on te lloc la reproducció sexual) és un protal·lus minúscul on hi ha arquegonis i/o anteridis.

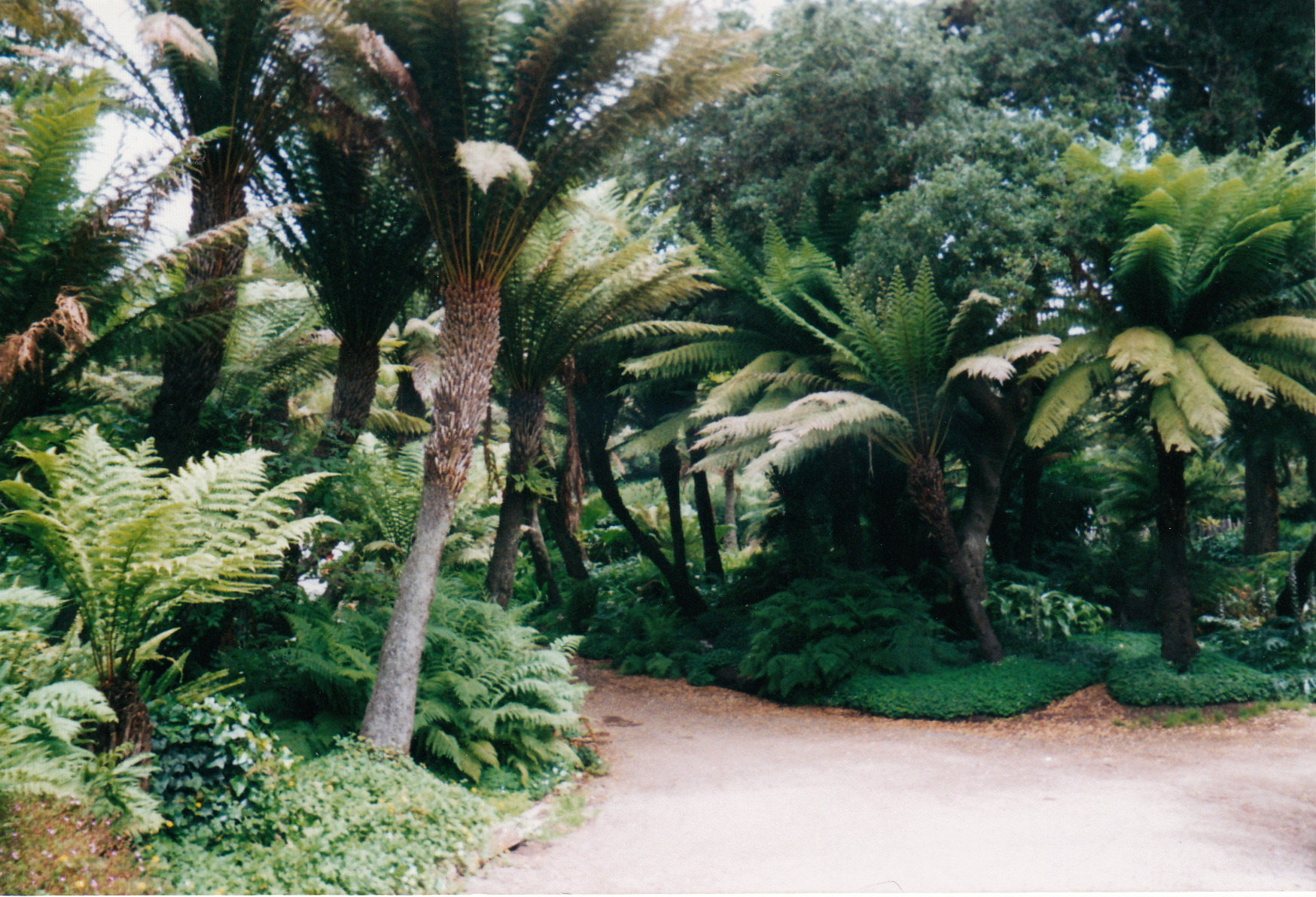
Dicksonia antarctica, una falguera arborescent

## Taxonomia
Segons el sistema presentat pel Pteridophyte Phylogeny Group el 2016 (PPG I), les polipodiòpsides actuals constitueixen una classe, amb diverses subclasses i ordres:
Classe Polypodiopsida Cronquist, Takht. & W.Zimm. – falgueres
- Subclasse Equisetidae Warm.
  - Ordre Equisetales DC. ex Bercht. & J.Presl – cues de cavall (1 sol gènere, Equisetum)
- Subclasse Ophioglossidae Klinge
  - Ordre Psilotales Prant
  - Ordre Ophioglossales Link
- Subclasse Marattiidae Klinge
  - Ordre Marattiales Link
- Subclasse Polypodiidae Cronquist, Takht. & W.Zimm.
  - Ordre Osmundales Link
  - Ordre Hymenophyllales A.B.Frank
  - Ordre Gleicheniales Schimp
  - Ordre Schizaeales Schimp.
  - Ordre Salviniales Link
  - Ordre Cyatheales A.B.Frank
  - Ordre Polypodiales Link

En la classificació clàssica dels pteridòfits, els equisets es separaven de les filicates (falgueres) pel seu aspecte general i per que tenien microfil.les en comptes de megafil·les. Estudiant però aquests grups des del punt de vista molecular i genètic i analitzant el registre fòssil de les equisetals (un grup amb un passat esplendorós i molt diversificat durant el carbonífer), s'ha arribat a la conclusió que les microfil.les de les cues de cavall actuals probablement van sorgir per la reducció evolutiva d'antigues megàfil·les, com ho demostren algunes formes fòssils, com Sphenophyllum, on hi ha fulles amples amb nervadures ramificades.
De manera semblant Psilotum nudum, una "falguera" actual sense fulles, presumptament parenta de falgueres fòssils semblants (com les Rhynia gwynnevaughanii), te la tija verda (on te lloc la fotosíntesi) i unes microfil.les molt reduïdes, pràcticament inexistents. Actualment també es creu que aquestes microfil.les extraordinàriament reduïdes de les psilotals en sentit ampli són una reducció secundària, com passa en algunes plantes amb flors que també tenen fulles molt reduïdes amb un sol nervi, però no per això les posariem mai al sac de les licopodiàcies.
A continuació, algunes imatges del clade de les Polypodiòpsides, amb poc aspecte de "falgueres":

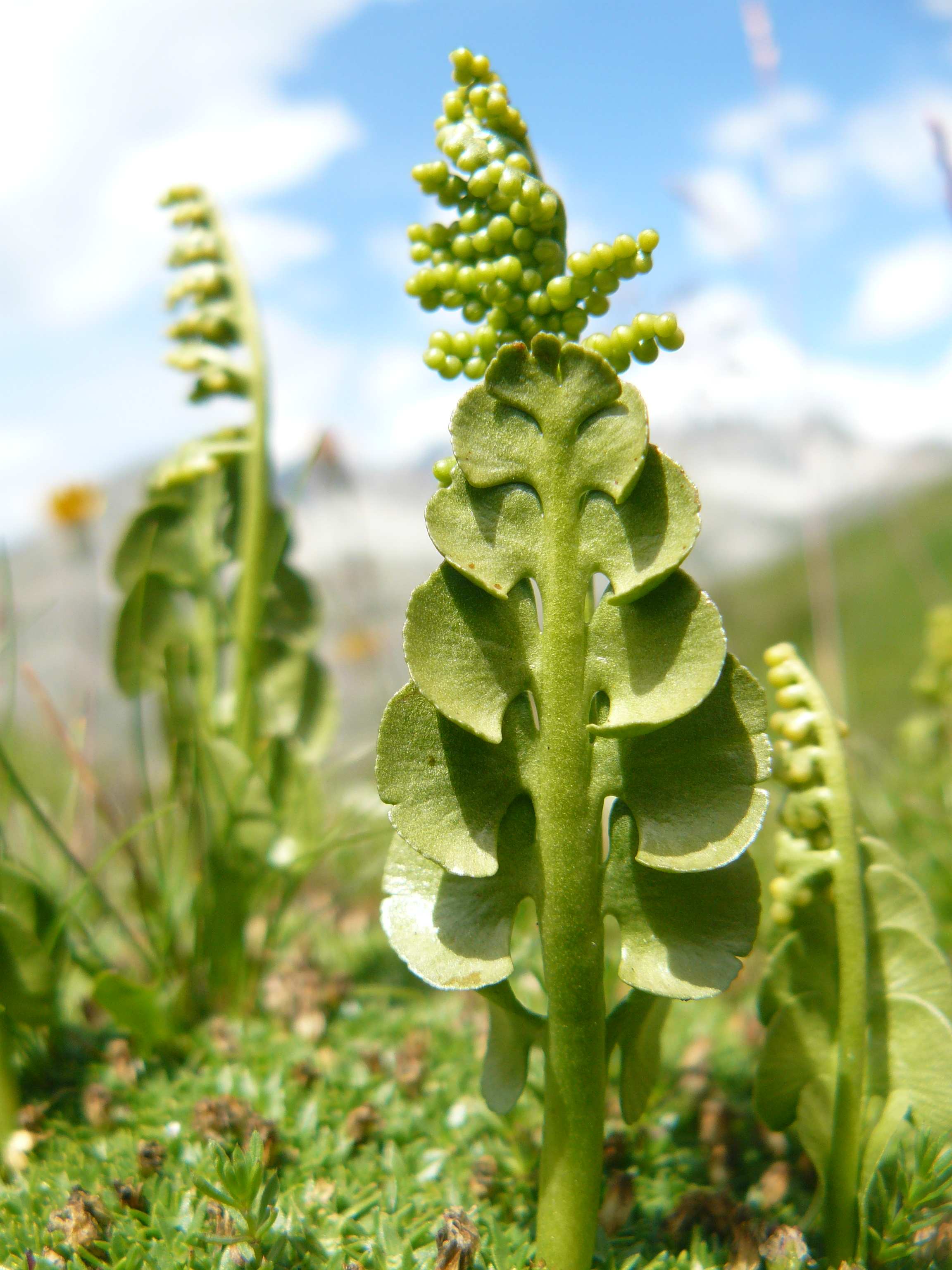
Botrychium lunaria, viu en prats de muntanya
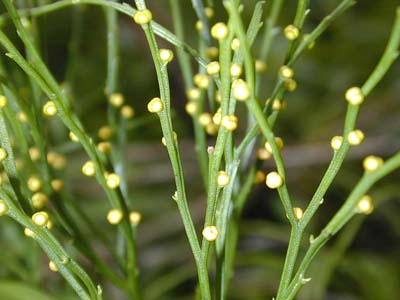
Psilotum, una "falguera" tropical
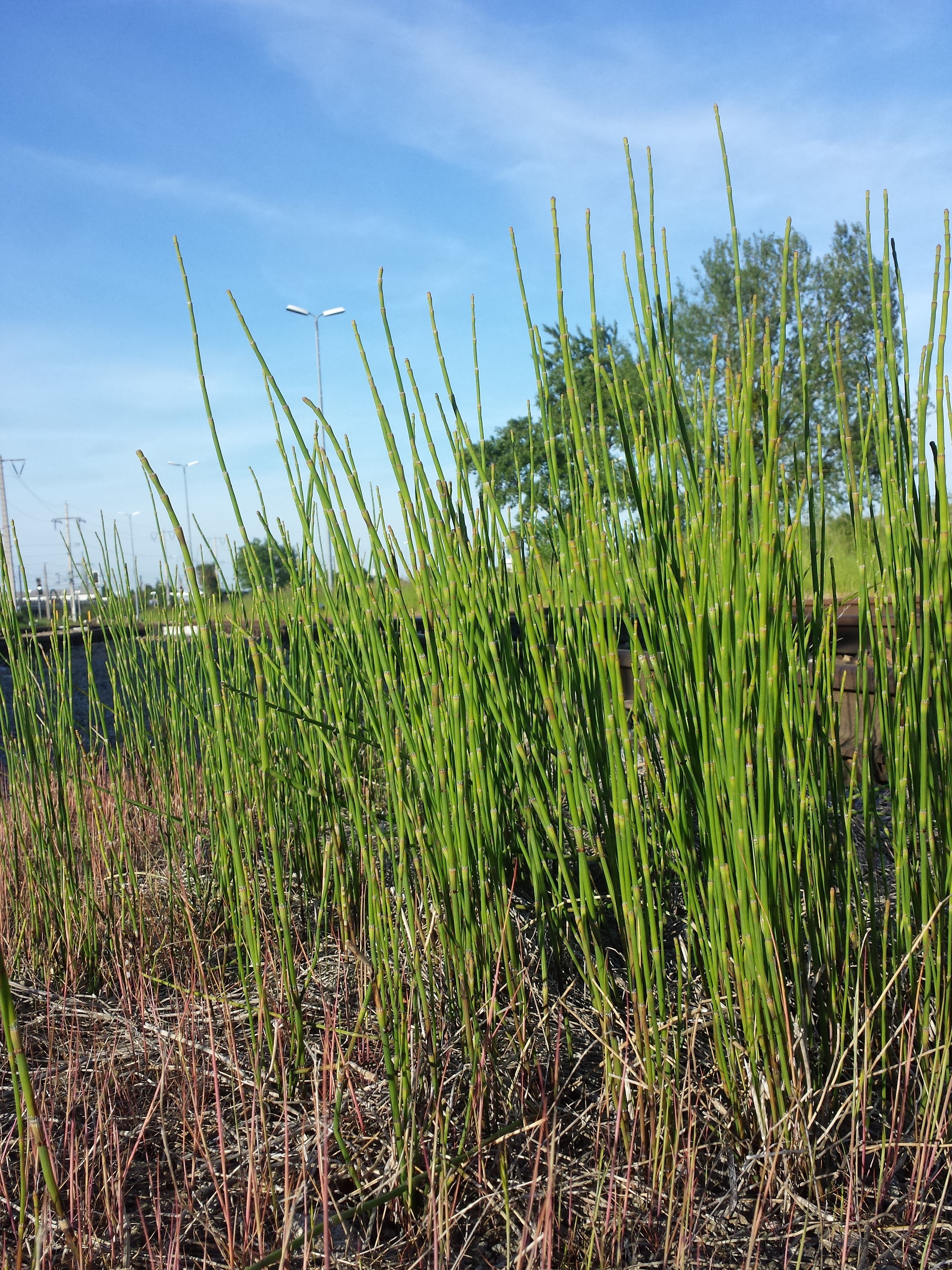
Les cues de cavall estan al mateix clade que les falgueres
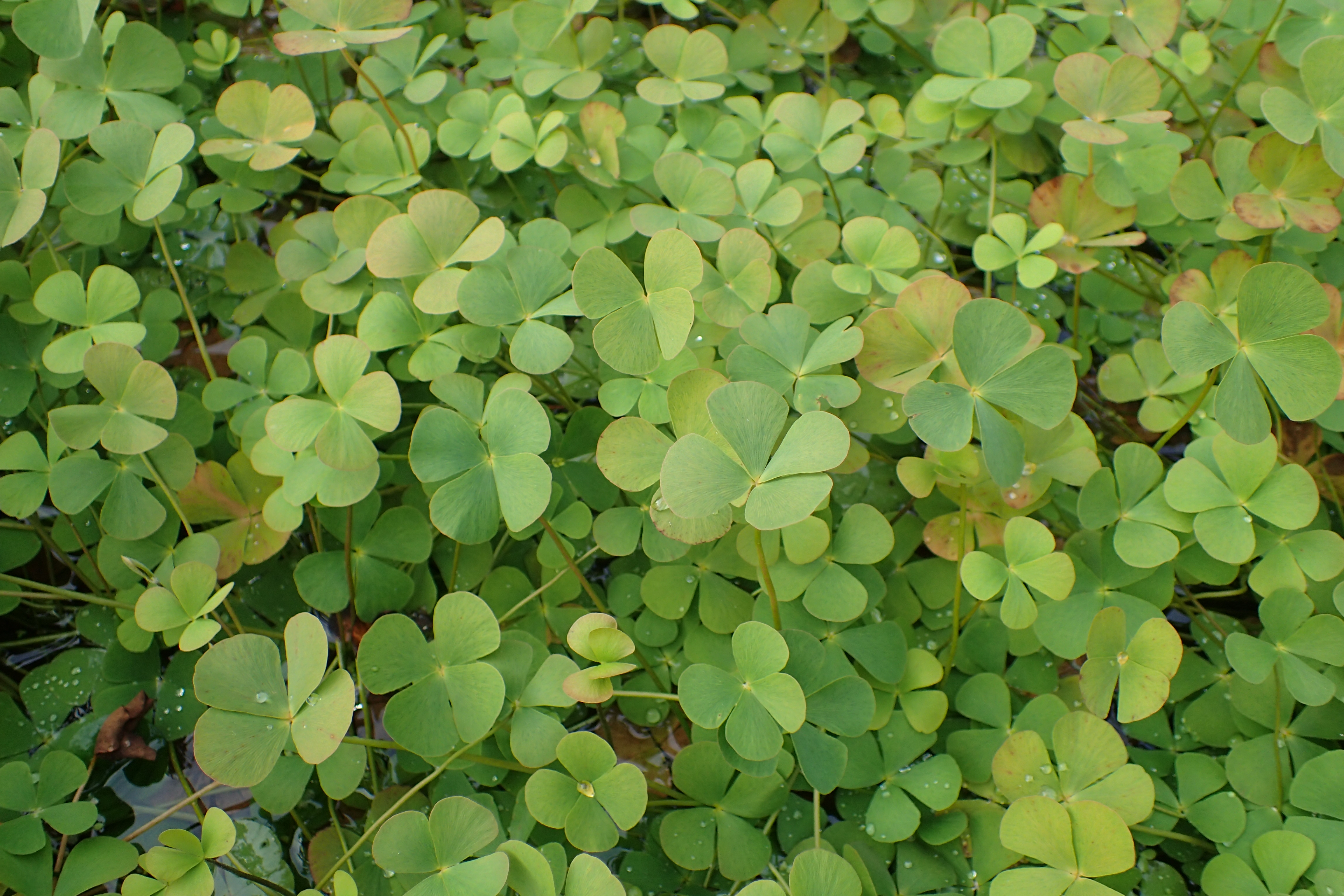
Marsilea quadrifolia és una mena de "falguera" en perill d'extinció a Catalunya

## Les falgueres
Les falgueres són un tipus de planta vascular del grup dels pteridòfits amb megafil·les més o menys desenvolupades i els esporangis nombrosos agrupats i disposats en la majoria dels casos (però no sempre) en el revers de les fulles de l'esporòfit. Taxonòmicament representen una immensa majoria (més del 95%) de les espècies de la classe de les polipodiòpsides.
Dins de la divisió tradicional dels pteridòfits, feta amb criteris més morfològics i sense tenir tant present les relacions moleculars i genètiques entre els diferents grups, coincidien amb l'antiga classe de les filicates, que avui en dia no està reconeguda per que no és un grup monofilètic, però a nivell pràctic segueix tenint un cert sentit.

## Noms comuns
Falgueres, falagueres (a les Terres de l'Ebre i País Valencià), fogueres (a Girona i el Vallès).

## Característiques
Les falgueres es defineixen aquí en un sentit ampli, incloent tant les falgueres leptosporangiades (Polypodiidae) com les falgueres eusporangiades.
Les falgueres existents són plantes herbàcies i la majoria no tenen creixement llenyós. El seu fullatge pot ser caducifoli o perenne i uns quants són semiperennes segons el clima. Igual que els esporòfits de les plantes amb llavors, els de les falgueres tenen tiges, fulles (frondes) i arrels.
La majoria de falgueres són falgueres leptosporangiades. Produeixen extrems enrotllats que es desenrotllen i s'expandeixen en frondes.
El grup inclou unes 10.560 espècies actuals.
Una l'esporòfit d'una falguera consisteix en:
- Rizoma: tija que la majoria de cops es troba sota terra, absorbeix els nutrients i subjecta la planta al sòl. Equivaldria a les arrels.
- Frondes: és l'equivalent de la fulla en la falguera, sempre són verdes i s'encarreguen, com les fulles, de la fotosíntesi.
- Les espores es desenvolupen en els esporangis o sorus, que estan en la superfície de les frondes.
- Pecíol: part de la planta, en què els joves estan enrotllats sobre si mateixos.

## Cicle biològic

Cicle biològic d'una falguera típica

El cicle vital d'una falguera típica consta de dues etapes o fases generacionals molt clares: una fase de reproducció sexual i una altra de reproducció asexual.
1. L'esporòfit és la fase dominant i la que hom coneixem com a "falguera". L'esporòfit produeix les espores per meiosi.
2. Les espores es desenvolupen per mitosi formant un gametòfit haploide petit i poc evident conegut com a protal·lus.
3. El protal·lus és hermafrodita i produeix gàmetes masculins (anterozoides) i femenins (òvuls).
4. Un gàmeta masculí en fertilitza un de femení; la fecundació s'ha de produir en medi aquós, motiu pel qual les falgueres necessiten viure en ambients humits.
5. El gàmeta fertilitzat (zigot) creix mitjançant mitosi i forma un nou esporòfit diploide (la falguera).

En la fase sexual, hi ha la fecundació d'un òvul i d'un espermatozoide, presents en una estructura que té forma de cor anomenada protal·lus, que és el gametòfit. Aquest procés té lloc en un medi humit o aquàtic per facilitar-ne la difusió. Un cop s'ha realitzat la fecundació, s'origina un nou individu anomenat esporòfit, que és la part visible i més desenvolupada de la planta. En la fase asexual, l'esporòfit forma els esporangis que, al seu torn, formen les espores. Llavors, aquestes, transportades pel vent, quan troben un lloc adequat comencen a germinar, i originen el gametòfit.

## Breu història de les falgueres
Les falgueres apareixen en el registre fòssil al començament del Carbonífer. En el Triàsic, tenim la primera prova de falgueres relacionades amb les famílies d'avui dia. La "gran radiació de les falgueres" va ocórrer en el Cretaci superior, quan moltes falgueres modernes van aparèixer per primer cop.
Dos grups de plantes relacionades, que es poden anomenar també falgueres en sentit ampli, estan una mica diferenciats del grup principal: les falgueres escombra Psilophyta) i les ofioglossàcies (amb Botrychium i Ophioglossum dos gèneres presents als Països Catalans). Les ofioglossofites de vegades han estat considerades com falgueres de debò i agrupades amb les psilofites, mentre que d'altres sistemes taxonòmics els assignaven divisions separades.
La filogènia moderna assenyala que tots aquests grups, junts amb els equisets, constitueixen un grup monofilètic, descendent d'un predecessor comú, anomenat polipodiòpsids.

## Usos i altres
Els pecíols de certs tipus de falgueres són emprats arreu com a aliment, per exemple els del gènere Pteridium aquilinum, Matteuccia struthiopteris i Osmunda cinnamomea, tant en regions de França, la Xina, el Japó o Nova Zelanda, on els tubercles de Ptisana salicina també són usats com a menjar pels pobles aborígens.
Tubercles de falguera eren emprats com a aliment pels éssers humans des de, com a mínim, fa 30.000 anys. Igualment, els guanxes de les Illes Canàries els utilitzaven per a fer polenta.
Les petites falgueres de la família de les Azolla són emprades en certes regions del sud d'Àsia com a fertilitzant natural i en altres regions com a farratge per al bestiar.
Moltes espècies de falgueres són tòxiques, especialment les del gènere Lygodium, que creixen principalment en zones temperades d'Àsia i Nord-amèrica, on han estat incloses en la llista de plantes invasives en certs estats com Florida.